# Maison-Roland

Maison-Roland este o comună în departamentul Somme, Franța. În 1 ianuarie 2022 avea o populație de 98 de locuitori.